# Campionato Sammarinese 1991-1992

## Classifica
|                       |     | Classifica 1991-92 | Pt | G  | V  | N | P  | GF | GS | DR  |
| --------------------- | --- | ------------------ | -- | -- | -- | - | -- | -- | -- | --- |
| San Marino (bandiera) | 1.  | Montevito          | 25 | 18 | 10 | 5 | 3  | 28 | 22 | +6  |
|                       | 2.  | Tre Fiori          | 23 | 18 | 8  | 7 | 3  | 27 | 14 | +13 |
|                       | 3.  | Libertas           | 20 | 18 | 8  | 4 | 6  | 23 | 20 | +3  |
|                       | 4.  | Cailungo           | 20 | 18 | 7  | 6 | 5  | 26 | 25 | +1  |
|                       | 5.  | Murata             | 19 | 18 | 7  | 5 | 6  | 21 | 22 | -1  |
|                       | 6.  | Domagnano          | 18 | 18 | 6  | 6 | 6  | 29 | 23 | +6  |
|                       | 7.  | Juvenes            | 16 | 18 | 5  | 6 | 7  | 28 | 23 | +5  |
|                       | 8.  | Faetano            | 15 | 18 | 5  | 5 | 8  | 22 | 25 | -3  |
|                       | 9.  | Cosmos             | 15 | 18 | 6  | 3 | 9  | 21 | 30 | -9  |
|                       | 10. | Folgore            | 9  | 18 | 1  | 7 | 10 | 12 | 33 | -21 |

## Play-off
Ai play-off si qualificano le prime quattro squadre del girone e la vincitrice della serie A2.
- Primo Turno: si sfidano tra loro la terza e la quarta del girone e la seconda del girone e la neopromossa.

A)  Cailungo -  Tre Penne 2 - 2  (4 - 2 dcr)
B)  Tre Fiori -  Libertas 2 - 2  (2 - 4 dcr)
- Secondo Turno: si affrontano fra di loro le vincenti e le perdenti del primo turno.

C)  Tre Penne -  Tre Fiori 1 - 0 Tre Fiori eliminato con due sconfitte.
D)  Cailungo -  Libertas 2 - 3
- Terzo Turno: si sfidano tra loro le squadre che hanno perso almeno una partita e la prima classificata contro la vincente della partita D. In quest'ultima chi vince approda in finale, chi perde in semifinale contro la vincente dell'altra partita.

E)  Cailungo -  Tre Penne 0 - 0  (4 - 5 dcr)  Cailungo eliminato con due sconfitte
F)  Montevito -  Libertas 0 - 3
- Semifinale

I)  Montevito -  Tre Penne 4 - 1
- Finale:

L)   Montevito -  Libertas 4 - 2